# Torneo de las Américas 2001
Das Torneo de las Américas 2001 (englisch The 2001 Tournament of the Americas) ist die zehnte Auflage der Basketball-Amerikameisterschaft und fand vom 16. bis 27. August 2001 in der argentinischen Provinzhauptstadt Neuquén statt. Bei dem Turnier ging es um die Qualifikation für die Basketball-Weltmeisterschaft 2002. Im Nachhinein wurde das Turnier in die Reihenfolge der Amerikameisterschaften aufgenommen und zählte als Kontinentalmeisterschaft für nationale Auswahlmannschaften der Herren des Kontinentalverbands FIBA Amerika. Von den zehn teilnehmenden Mannschaften qualifizierten sich die fünf erstplatzierten Mannschaften der Zwischenrunde direkt für die Weltmeisterschaften. Wäre WM-Gastgeber Vereinigte Staaten unter diesen Mannschaften gewesen, wäre auch die sechstplatzierte Mannschaft qualifiziert gewesen.
Das Turnier markierte den Durchbruch der argentinischen Auswahl, die später als die „Goldene Generation“ (spanisch Generación Dorada) bezeichnet wurde. Unter der Führung des Turnier-MVP Manu Ginóbili blieb der Gastgeber in allen zehn Turnierspielen ungeschlagen und gewann seinen ersten Titel bei diesem Turnier. Argentinien dominierte das Turnier; die geringste Siegdifferenz waren zehn Punkte beim Verlängerungssieg im abschließenden Vorrundenspiel über Brasilien und neun Punkte beim Zwischenrundensieg über Kanada. In den K.-o.-Spielen der Medaillenrunde gewann man beide Spiele mit durchschnittlich 20 Punkten Differenz. Ein Jahr später wurde man im Basketball-Mutterland Vereinigte Staaten Vizeweltmeister und bei den folgenden Olympischen Spielen 2004 Olympiasieger.
WM-Gastgeber Vereinigte Staaten trat nur mit einer Auswahl aus Spielern des College-Sportverbands NJCAA an. Die Studentenauswahl verlor alle vier Vorrundenspiele deutlich und kassierte im Schnitt knapp 110 gegnerische Korbpunkte pro Spiel. Auch die NBA-Profis machten es bei der Weltmeisterschaft im folgenden Jahr nicht viel besser und verpassten eine Medaille vor heimischen Publikum. Eine Wiedergutmachung gelang auch bei Olympia 2004 nicht, als man nach zwei Vorrundenniederlagen im Halbfinale gegen Argentinien verlor und nur eine Bronzemedaille holte.

## Teilnehmer
Regionale Qualifikation nach den Subzonen des Kontinentalverbands. Neben den beiden Nationalmannschaften der nordamerikanischen Subzone nahmen die vier Halbfinalisten der zentral- und südamerikanischen Meisterschaften, zu denen auch der Gastgeber Argentinien als Sieger der Basketball-Südamerikameisterschaft 2001 gehörte.

### Nordamerika
- Kanada
- Vereinigte Staaten

### Zentralamerika und Karibik
- Puerto Rico (Sieger Centrobasket 2001)
- Mexiko (Finalist Centrobasket 2001)
- Panama (Bronzemedaille Centrobasket 2001)
- Amerikanische Jungferninseln (Halbfinalist Centrobasket 2001)

### Südamerika
- Argentinien (Gastgeber und Sieger Campeonato Sudamericano 2001)
- Brasilien (Finalist Campeonato Sudamericano 2001)
- Venezuela (Bronzemedaille Campeonato Sudamericano 2001)
- Uruguay (Halbfinalist Campeonato Sudamericano 2001)

## Modus
Beim Turnier wurde eine Vorrunde in zwei Gruppen zu je fünf Mannschaften als Rundenturnier ausgetragen. Die beiden am schlechtesten platzierten Mannschaften der Vorrunde schieden anschließend aus dem Turnier aus, während die anderen Mannschaften unter Mitnahme ihrer Vorrundenergebnisse eine Zwischenrunde als Fortführung des Rundenturniers gegen die besten vier Mannschaften der anderen Vorrundengruppe ausspielten. Bei gleicher Anzahl von Siegen und Niederlagen entschied der direkte Vergleich. Die vier Halbfinalisten spielten im K.-o.-System die Medaillen aus und waren neben der fünftplatzierten Mannschaft der Zwischenrunde für die Weltmeisterschaft qualifiziert.

## Vorrunde
Die Spiele der Vorrunde fand zwischen dem 16. und 20. August 2001 statt.

### Gruppe A
| Nation                | Sp | S | N | P+  | P-  |              | Argentinien  | Brasilien | Venezuela 1954 | Uruguay | Vereinigte Staaten |
| --------------------- | -- | - | - | --- | --- | ------------ | ------------ | --------- | -------------- | ------- | ------------------ |
| 1. Argentinien        | 4  | 4 | 0 | 409 | 303 |              | 108:98 n. V. | 90:73     | 103:63         | 108:69  |                    |
| 2. Brasilien          | 4  | 3 | 1 | 396 | 342 | 98:108 n. V. |              | 92:89     | 90:67          | 116:78  |                    |
| 3. Venezuela          | 4  | 2 | 2 | 360 | 346 | 73:90        | 89:92        |           | 91:81          | 107:83  |                    |
| 4. Uruguay            | 4  | 1 | 3 | 315 | 377 | 63:103       | 67:90        | 81:91     |                | 104:93  |                    |
| 5. Vereinigte Staaten | 4  | 0 | 4 | 323 | 435 | 69:108       | 78:116       | 83:107    | 93:104         |         |                    |

### Gruppe B
| Nation                          | Sp | S | N | P+  | P-  |        | Puerto Rico  | Kanada  | Panama       | Jungferninseln Amerikanische | Mexiko |
| ------------------------------- | -- | - | - | --- | --- | ------ | ------------ | ------- | ------------ | ---------------------------- | ------ |
| 1. Puerto Rico                  | 4  | 4 | 0 | 427 | 368 |        | 101:98       | 117:80  | 99:93        | 110:97                       |        |
| 2. Kanada                       | 4  | 3 | 1 | 399 | 372 | 98:101 |              | 89:82   | 108:97 n. V. | 104:92                       |        |
| 3. Panama                       | 4  | 2 | 2 | 361 | 400 | 80:117 | 82:89        |         | 90:88        | 109:106                      |        |
| 4. Amerikanische Jungferninseln | 4  | 1 | 3 | 362 | 364 | 93:99  | 97:108 n. V. | 88:90   |              | 84:67                        |        |
| 5. Mexiko                       | 4  | 0 | 4 | 363 | 402 | 97:110 | 92:104       | 106:109 | 67:84        |                              |        |

## Zwischenrunde
Die Spiele der Zwischenrunde, die die vier Teilnehmer an den Weltmeisterschaften ermittelten, fanden zwischen dem 21. und 24. August 2001 statt. Die mitgenommenen Ergebnisse der Vorrunde sind kursiv gekennzeichnet. Die fünf erstplatzierten Mannschaften waren für die Weltmeisterschaft 2002 qualifiziert.
| Nation                    | Sp | S | N | P+  | P-  |             | Argentinien | Brasilien | Puerto Rico | Kanada  | Venezuela 1954 | Panama      | Jungferninseln Amerikanische | Uruguay |
| ------------------------- | -- | - | - | --- | --- | ----------- | ----------- | --------- | ----------- | ------- | -------------- | ----------- | ---------------------------- | ------- |
| 1. Argentinien            | 7  | 7 | 0 | 687 | 526 |             | 108:98 n.V. | 95:70     | 85:76       | 90:73   | 115:87         | 98:77       | 103:63                       |         |
| 2. Brasilien              | 7  | 5 | 2 | 643 | 587 | 98:108 n.V. |             | 89:83     | 78:69       | 92:89   | 94:102         | 92:62       | 90:67                        |         |
| 3. Puerto Rico            | 7  | 5 | 2 | 670 | 622 | 70:95       | 83:89       |           | 101:98      | 98:89   | 117:80         | 99:93       | 90:70                        |         |
| 4. Kanada                 | 7  | 4 | 3 | 649 | 620 | 76:85       | 69:78       | 98:101    |             | 108:100 | 89:82          | 108:97 n.V. | 101:77                       |         |
| 5. Venezuela              | 7  | 3 | 4 | 657 | 621 | 73:90       | 89:92       | 89:98     | 100:108     |         | 106:92         | 91:75       | 91:81                        |         |
| 6. Panama                 | 7  | 3 | 4 | 656 | 674 | 87:115      | 102:94      | 80:117    | 82:89       | 92:106  |                | 90:88       | 101:74                       |         |
| 7. Amerik. Jungferninseln | 7  | 1 | 6 | 612 | 679 | 77:98       | 62:92       | 93:99     | 97:108 n.V. | 75:91   | 88:90          |             | 113:91                       |         |
| 8. Uruguay                | 7  | 0 | 7 | 523 | 689 | 63:103      | 67:90       | 70:90     | 77:101      | 81:91   | 74:101         | 91:113      |                              |         |

## Medaillenrunde
Die Spiele der Medaillenrunde fanden am 25. und 26. August 2001 statt.

|  | Halbfinale | Halbfinale  | Halbfinale |   |             | Finale           | Finale           | Finale           |
|  |            |             |            |   |             |                  |                  |                  |
|  | 25. August |             |            |   |             |                  |                  |                  |
|  | 1          | Argentinien | 97         |   |             |                  |                  |                  |
|  | 4          | Kanada      | 76         |   |             | 26. August       | 26. August       | 26. August       |
|  |            |             |            | 1 | Argentinien | 78               |                  |                  |
|  | 25. August | 25. August  | 25. August |   | 2           | Brasilien        | 59               |                  |
|  | 2          | Brasilien   | 98         |   |             |                  |                  |                  |
|  | 3          | Puerto Rico | 94         |   |             | Spiel um Platz 3 | Spiel um Platz 3 | Spiel um Platz 3 |
|  |            |             |            |   |             | 3                | Puerto Rico      | 95               |
|  | 4          | Kanada      | 102        |   |             |                  |                  |                  |
|  |            |             |            |   |             | 26. August       |                  |                  |